# Y2K (produtor musical)
Ari Starace (Scottsdale, 27 de julho de 1994), mais conhecido como Y2K, é um produtor e rapper estadunidense. Ele é mais conhecido por produzir o single "Lalala" e "Wawawa" ao lado do rapper canadense bbno$. Em janeiro de 2020, ele tem mais de 12 milhões de ouvintes mensais no Spotify.

## Discografia

### EPs
| Título      | Detalhes                                                                             |
| ----------- | ------------------------------------------------------------------------------------ |
| Dream Eater | - Programado: TBA - Gravadora: Y2K, Columbia - Formatos: Download digital, streaming |

### Músicas
| Ano                                                                  | Título                                 | Posições do gráfico de pico | Posições do gráfico de pico | Posições do gráfico de pico | Posições do gráfico de pico | Posições do gráfico de pico | Posições do gráfico de pico | Posições do gráfico de pico | Posições do gráfico de pico | Posições do gráfico de pico | Posições do gráfico de pico | Certificações                                   | Álbum / EP  |
| Ano                                                                  | Título                                 | NOS                         | NOS R&B                     | NOS Rap                     | AUS                         | PODE                        | FRA                         | IRL                         | NZ                          | SWE                         | Reino Unido                 | Certificações                                   | Álbum / EP  |
| -------------------------------------------------------------------- | -------------------------------------- | --------------------------- | --------------------------- | --------------------------- | --------------------------- | --------------------------- | --------------------------- | --------------------------- | --------------------------- | --------------------------- | --------------------------- | ----------------------------------------------- | ----------- |
| 2018                                                                 | "Conversação em dinheiro" (com bbno$ ) | -                           | -                           | -                           | -                           | -                           | -                           | -                           | -                           | -                           | -                           | Non-album single                                |             |
| 2018                                                                 | "Grato" (com bbno$ e Lewis Grant)      | -                           | -                           | -                           | -                           | -                           | -                           | -                           | -                           | -                           | -                           |                                                 | Recreio     |
| 2019                                                                 | "Pouch" (com bbno$)                    | -                           | -                           | -                           | -                           | -                           | -                           | -                           | -                           | -                           | -                           | Non-album single                                |             |
| 2019                                                                 | " Lalala " (com bbno$)                 | 55                          | 27                          | 22                          | 16                          | 10                          | 76                          | 37.                         | 16                          | 68                          | 32.                         | - RIAA : ouro - ARIA : Platina - RMNZ : platina | Dream Eater |
| "-" indica lançamentos que não foram mapeados ou não foram lançados. |                                        |                             |                             |                             |                             |                             |                             |                             |                             |                             |                             |                                                 |             |

## Remix
- " Lalala " de Y2K e bbno $

- com Carly Rae Jepsen e Enrique Iglesias
- com Polyphia
- com Oliver Heldens
- " Bad Guy ", de Billie Eilish
- "do re mi" por blackbear
- "Rake it Up", de Nicki Minaj e Yo Gotti